# 薄叶薄麟蕨
薄叶薄麟蕨（学名：Leptolepidium dalhousiae）为中国蕨科薄鳞蕨属下的一个种。

## 扩展阅读
- 維基物種上的相關：薄叶薄麟蕨